# Бейлуль
Бейлуль (тигринья በይሉል, англ. Beilul) — город в регионе Дэбуб-Кэй-Бахри Эритреи. Находится на часовом поясе +3. Население в 2005 году составляло 14 055 человек.

## История
Йеронимо Лобо побывал в Бейлуле в 1625 году и охарактеризовал его как небольшое поселение, насчитывающее несколько соломенных хижин и не более 50 жителей. Его путь пролегал по практически безводной территории и был сопряжён с опасностью из-за враждебности местных племён.
После оккупации порта Массауа Османской империей эфиопский император Фасиль попытался проложить новый торговый путь через Бейлуль. Бейлуль был выбран, поскольку находился вне сферы влияния Османской империи и прямо напротив порта Моха в Йемене. В 1642 году Фасиль направил имаму Йемена Мухаммеду аль-Муайяду послание в стремлении заручиться его поддержкой для этого проекта. Предположив, что Фасиль был заинтересован в обращении в ислам, Мухаммед аль-Муайяд и его сын Исмаил аль-Муттавакиль в 1646 году направили в Гондэр йеменских послов. Хотя мотивы Фасиля были понятны, его энтузиазм, однако, снизился, и проект был заброшен.